# دبلوماسية مدافع الأسطول

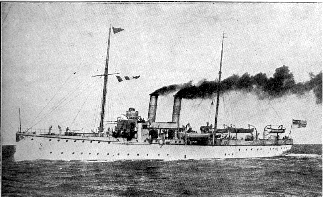

دبلوماسية مدافع الأسطول (بالإنجليزية: Gunboat diplomacy)‏ يقصد بها استعراض القوة العسكرية للضغط النفسي على الطرف الآخر في اتفاقية أو صراع ما. وتستخدم ذلك الأسلوب الدول العظمى كالولايات المتحدة وبريطانيا للضغط على الدول الأخرى. ومن الامثله على هذا الامر في القرن العشرين: أزمة أغادير واحتلات الولايات المتحدة هايتي من عام 1915 إلى عام 1934

## المصطلح

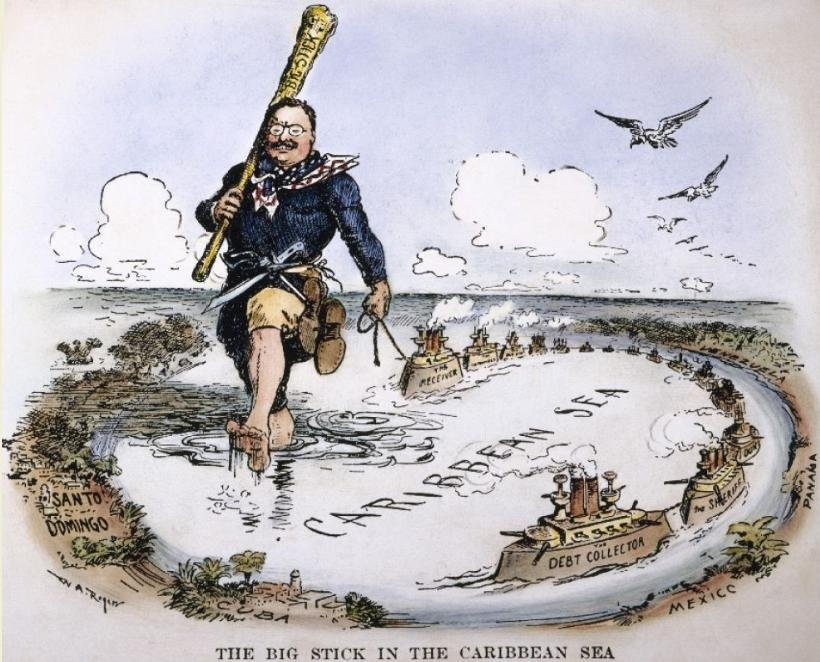
William Allen Rogers's 1904 cartoon recreates the أيديلوجية العصا الغليظة of رئيس الولايات المتحدة Theodore Roosevelt as an episode in رحلات غوليفر.

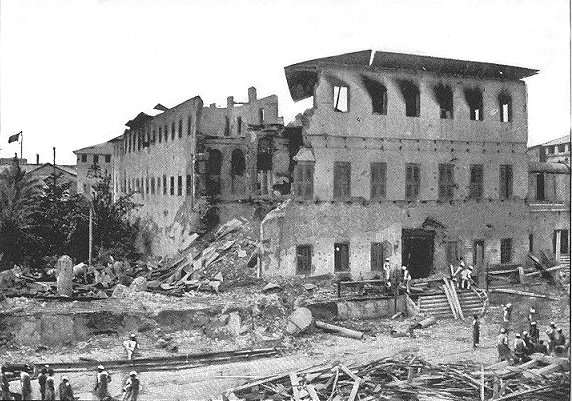
Damage to the palace complex of the Sultan of Zanzibar after bombardment by Royal Navy طراد and زورق مدفعية on 27 August 1896. The الحرب الإنجليزية الزنجبارية lasted less than 45 minutes.

يأتي المصطلح من فترة الإمبريالية في القرن التاسع عشر، عندما كانت القوى الغربية - في أوروبا والولايات المتحدة - ترهب دولًا أخرى أقل قوة لمنح امتيازات من خلال إظهار قدراتها العسكرية المتفوقة، والتي عادة ما تمثلها أصولها البحرية. ستلاحظ الدولة التي تتفاوض مع قوة غربية ظهور سفينة حربية أو أسطول من السفن قبالة سواحلها. إن مجرد رؤية مثل هذه القوة كان له دائمًا تأثير كبير، ونادرًا ما كان من الضروري لمثل هذه القوارب أن تستخدم تدابير أخرى، مثل إظهار القوة النارية. [بحاجة لمصدر]
من الأمثلة البارزة على دبلوماسية الزوارق الحربية حادثة دون باسيفيكو في عام 1850، حيث أرسل وزير الخارجية البريطاني اللورد بالمرستون سربًا من البحرية الملكية لمحاصرة ميناء بيرايوس اليوناني ردًا على الاعتداء على أحد الرعايا البريطانيين، ديفيد باسيفيكو، في أثينا، والفشل اللاحق لحكومة الملك أوتو في تعويض باسيفيكو المولود في جبل طارق (وبالتالي البريطاني).[بحاجة لمصدر]
إن فعالية مثل هذه العروض البسيطة لإسقاط الدولة لقدرات القوة تعني أن الدول ذات القوة البحرية وقيادة البحر عبر اساطيلها يمكنها إنشاء قواعد عسكرية مثل دييغو غارسيا وترتيب علاقات مفيدة اقتصاديًا حول العالم. بصرف النظر عن الغزو العسكري، كانت دبلوماسية الزوارق الحربية هي الطريقة المهيمنة لإنشاء شركاء تجاريين جدد، والبؤر الاستعمارية، وتوسيع الإمبراطورية. [بحاجة لمصدر]
وجد أولئك الذين يفتقرون إلى الموارد والتقدم التكنولوجي للإمبراطوريات الغربية أن علاقاتهم المسالمة تم تفكيكها بسهولة في مواجهة مثل هذه الضغوط، وبالتالي أصبحوا يعتمدون على الدول الإمبريالية للوصول إلى المواد الخام والأسواق الخارجية.
أوضح المفكر الدبلوماسي والبحري جيمس كيبل طبيعة دبلوماسية الزوارق الحربية في سلسلة من الأعمال المنشورة بين عامي 1971 و 1993. وفي هذه الأعمال، عرّف الظاهرة على أنها «استخدام القوة البحرية المحدودة أو التهديد بها، بخلاف كونها عملًا من أعمال الحرب، من أجل تأمين ميزة أو لتجنب الخسارة، إما في تعزيز نزاع دولي أو ضد رعايا أجانب داخل إقليم أو ولاية دولتهم.» كما قسّم المفهوم إلى أربعة مجالات رئيسية:
- القوة النهائية Definitive Force: استخدام دبلوماسية الزوارق الحربية لخلق أو إزالة أمر واقع.
- القوة الهادفة Purposeful Force: استخدام القوة البحرية لتغيير سياسة أو طابع الحكومة أو المجموعة المستهدفة.
- القوة التحفيزية Catalytic Force: آلية مصممة لشراء مساحة للتنفس أو تزويد صانعي السياسات بمجموعة متزايدة من الخيارات.
- القوة التعبيرية Expressive Force: استخدام القوات البحرية لإرسال رسالة سياسية. هذا الجانب من دبلوماسية الزوارق الحربية مقوم بأقل من قيمته وكاد أن يرفضه كابل.

تأتي دبلوماسية القوارب الحربية على النقيض من الآراء التي كانت سائدة قبل القرن الثامن عشر متأثرة بهوجو غروتيوس عبر كتابة دي جوري بيلي أك باسيس الصادر عام 1625 باللغة اللاتينية، حيث حد من حق اللجوء إلى القوة بما وصفه بـ «المزاج». تختلف دبلوماسية الزوارق الحربية عن «دبلوماسية الدفاع»، والتي يُفهم أنها التطبيق السلمي للموارد من مختلف أطياف الدفاع، لتحقيق نتائج إيجابية في تطوير العلاقات الثنائية والمتعددة الأطراف. [بحاجة لمصدر] «الدبلوماسية العسكرية» هي مجموعة فرعية من هذا، تميل إلى الإشارة فقط إلى دور الملحقين العسكريين والنشاط المرتبط بهم. لا تشمل دبلوماسية الدفاع العمليات العسكرية، ولكنها تشمل نشاطًا دفاعيًا آخر مثل تبادل الأفراد الدوليين، وزيارات السفن والطائرات، والمشاركة رفيعة المستوى (على سبيل المثال، الوزراء وكبار موظفي الدفاع)، والتدريب والتمارين، وإصلاح قطاع الأمن،  والمحادثات العسكرية الثنائية.

## بعض الامثلة عليها

### في القرن الثامن عشر
- Anson's visit to غوانزو in 1741[7]

### في القرن التاسع عشر
- الحرب الأمريكية على إيالة الجزائر (1815)
- حرب الكعك (1838–39)
- حروب الأفيون (1840, 1856)
- قضية دون باسيفيكو (1850)
- الحرب الإنجليزية البورمية الثانية (1852)
- باكوماتسو by بحرية الولايات المتحدة Commodore ماثيو كالبرايث بيري and his Black Ships (1853–54)
- بعثة باراغواي (1858–9)
- حملة شيمونوسيكي (1863–1864)
- Christie Affair (1861–1865)
- بعثة الولايات المتحدة إلى جوسون in Korea (1871)
- Tonkin Flotilla (1883)Royal Navy ships in غوانزو during the حرب الأفيون الأولى in 1841

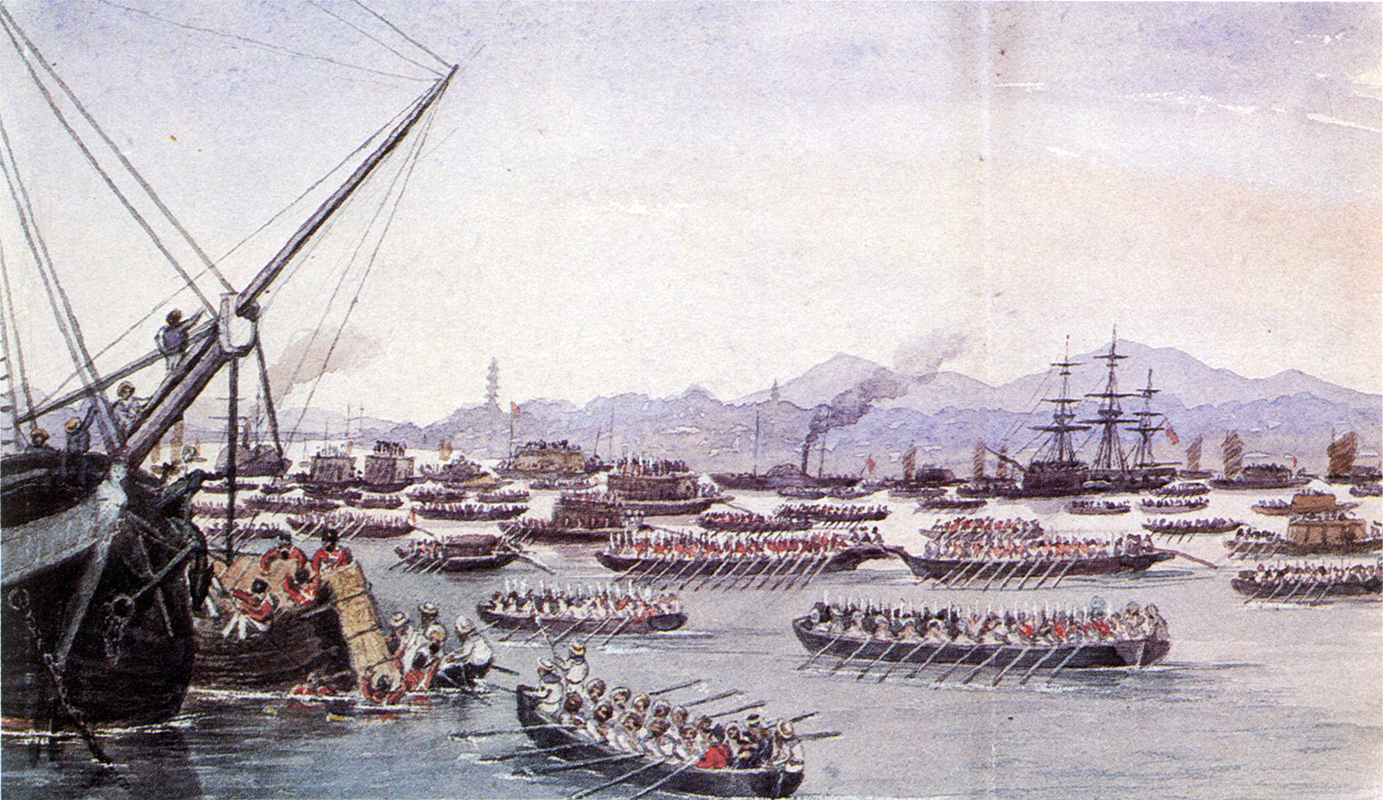
Royal Navy ships in غوانزو during the حرب الأفيون الأولى in 1841

- Môle Saint-Nicolas affair (1889–1891)
- Baltimore crisis (1891)
- الحرب الفرنسية السيامية
- الحرب الإنجليزية الزنجبارية (1896)
- Luders Affair (1897)
- Yangtze River Patrol (1850s–1930s)
- الإطاحة بمملكة هاواي (1893)

### في القرن العشرين
- الأزمة الفنزويلية 1902-1903
- انفصال بنما عن كولومبيا
- الأسطول الأبيض العظيم (1907)
- أزمة أكادير 1911 (1911)

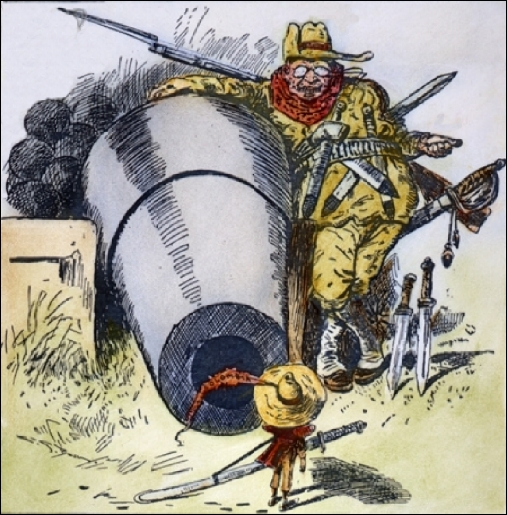
1903 cartoon, "Go Away, Little Man, and Don't Bother Me", depicts President Roosevelt intimidating Colombia to acquire the منطقة قناة بنما.

- احتلال الولايات المتحدة لفيراكروز (1914)
- أزمة دانزيغ
- أزمة مضيق تايوان الأولى (1954–55)
- أزمة مضيق تايوان الثانية (1958)
- عملية فانتاج (1961)
- حرب الاستقلال البنغلاديشية (1971)
- أزمة مضيق تايوان الثالثة (1995–96)

### 21st century
- نزاع جزر سبراتلي